# Ochthebius danjo
Ochthebius danjo är en skalbaggsart som beskrevs av Takeshiko Nakane 1990. Ochthebius danjo ingår i släktet Ochthebius och familjen vattenbrynsbaggar. Inga underarter finns listade i Catalogue of Life.